# Języki wolta-kongijskie
Języki wolta-kongijskie (dawniej zwane zachodniosudańskimi) – według niektórych klasyfikacji podgrupa języków nigero-kongijskich w obrębie grupy atlantycko-kongijskiej. Obejmuje języki senufo, woltyjskie (gur), adamawa-ubangi, kru, kwa i benue-kongijskie.